# NGC 6278
NGC 6278 (другие обозначения — UGC 10656, MCG 4-40-11, ZWG 139.29, PGC 59426) — линзообразная галактика (S0) в созвездии Геркулес.
Этот объект входит в число перечисленных в оригинальной редакции «Нового общего каталога».